# Букшешти (Бакау)
Букшешти (рум. Bucșești) насеље је у Румунији у округу Бакау у општини Подури. Oпштина се налази на надморској висини од 453 m.

## Становништво
Према подацима из 2002. године у насељу је живело 1850 становника, од којих су сви румунске националности.